# David Warren (nhà phát minh)
David Ronald de Mey Warren AO (20 tháng ba 1925 – 19 tháng 7 năm 2010) là một nhà khoa học người Úc, nổi tiếng với việc phát minh và phát triển Bộ lưu chuyến bay (còn được gọi là FDR, CVR và "Hộp đen"). Ông đã phát minh ra dữ liệu chuyến bay và công nghệ ghi âm giọng nói thường gọi là "hộp đen"

## Đầu đời
David Warren chào đời ngày 20.3 tại đảo Groote Eylandt hẻo lánh ngoài khơi bờ biển phía bắc Australia.
Warren sinh ra Rev Hubert và Ellie Warren và có ba anh chị em. Ông được học tại Trường Ngữ pháp Nhà thờ Launceston  và Trường Ngữ pháp Trinity, New South Walhoces.  
Ông đã có bằng Cử nhân Khoa học danh dự của Đại học Sydney, Tiến sĩ về nhiên liệu và năng lượng từ Đại học Hoàng gia Luân Đôn, Bằng tốt nghiệp của Đại học Imperial và Bằng Giáo dục của Đại học Melbourne.

## Sự nghiệp
Tóm tắt
- 1944–46 - Giáo viên toán và hóa học, Geelong Grammar School, Victoria.
- 1947–48 - Giảng viên hóa học, Đại học Sydney.
- 1948–51 - Cán bộ Khoa học, Dãy Tên lửa Woomera và Đại học Hoàng gia, Luân Đôn.
- 1952–83 - Nhà Khoa học Nghiên cứu Chính, Phòng thí nghiệm Nghiên cứu Hàng không, Melbourne, (nay là một phần của Tổ chức Khoa học và Công nghệ Quốc phòng).
- 1981–82 - Cố vấn Khoa học (Năng lượng) cho Quốc hội Bang Victoria.

Warren làm việc tại Phòng thí nghiệm Nghiên cứu Hàng không của Tổ chức Khoa học và Công nghệ Quốc phòng ở Melbourne từ năm 1952 đến năm 1983, nâng lên cấp nhà khoa học nghiên cứu chính.  Khi ở đó, ông nảy ra ý tưởng về máy ghi âm buồng lái khi đang điều tra vụ tai nạn của chiếc máy bay phản lực thương mại đầu tiên trên thế giới, Comet, vào năm 1953, sau khi nhìn thấy một máy ghi âm thu nhỏ tại một triển lãm thương mại. "Nếu một doanh nhân đã sử dụng một trong những thứ này trong máy bay và chúng tôi có thể tìm thấy nó trong đống đổ nát và chúng tôi phát lại, chúng tôi sẽ nói, 'Chúng tôi biết điều gì đã gây ra điều này.'", Warren sau này nhớ lại."Bất kỳ âm thanh nào liên quan đến những gì đang diễn ra sẽ được ghi lại và bạn có thể lấy chúng từ đống đổ nát."
Trong khi các thiết bị trước đây đã được sử dụng để ghi lại các thông số chuyến bay nhất định, chúng không bao gồm ghi âm giọng nói và không thể tái sử dụng, và do đó không thực tế cho các chuyến bay thương mại thông thường. Phát minh của Warren, dựa trên phương tiện ghi từ tính, cho phép dễ dàng xóa và ghi lại, điều này làm cho nó trở nên thực tế cho dịch vụ đường dây thông thường. Khái niệm ghi âm trong buồng lái của Warren đã bổ sung một khía cạnh mới cho dữ liệu thiết bị trong máy ghi chuyến bay và đã tỏ ra vô cùng có giá trị đối với việc điều tra tai nạn. Một số vụ tai nạn mà CVR đóng một vai trò nổi bật được giải quyết không phải bằng giọng nói được ghi lại của phi hành đoàn, mà bằng những âm thanh khác được ghi lại tình cờ trên CVR, cung cấp manh mối quan trọng cho nguyên nhân tai nạn.David Warren qua đời năm 2010. Quan tài của ông được khắc dòng chữ "Không được mở ra" hệt như trên những chiếc hộp đen ngày nay. Một sự tưởng nhớ tếu táo, nhưng không kém phần sâu sắc, như chính con người ông vậy. 

## Danh hiệu
Ngày 20 tháng 3 năm 2021, Google Doodle đã vinh danh ngày sinh lần thứ 96 của ông.